# 第一代貝德福德伯爵約翰·羅素

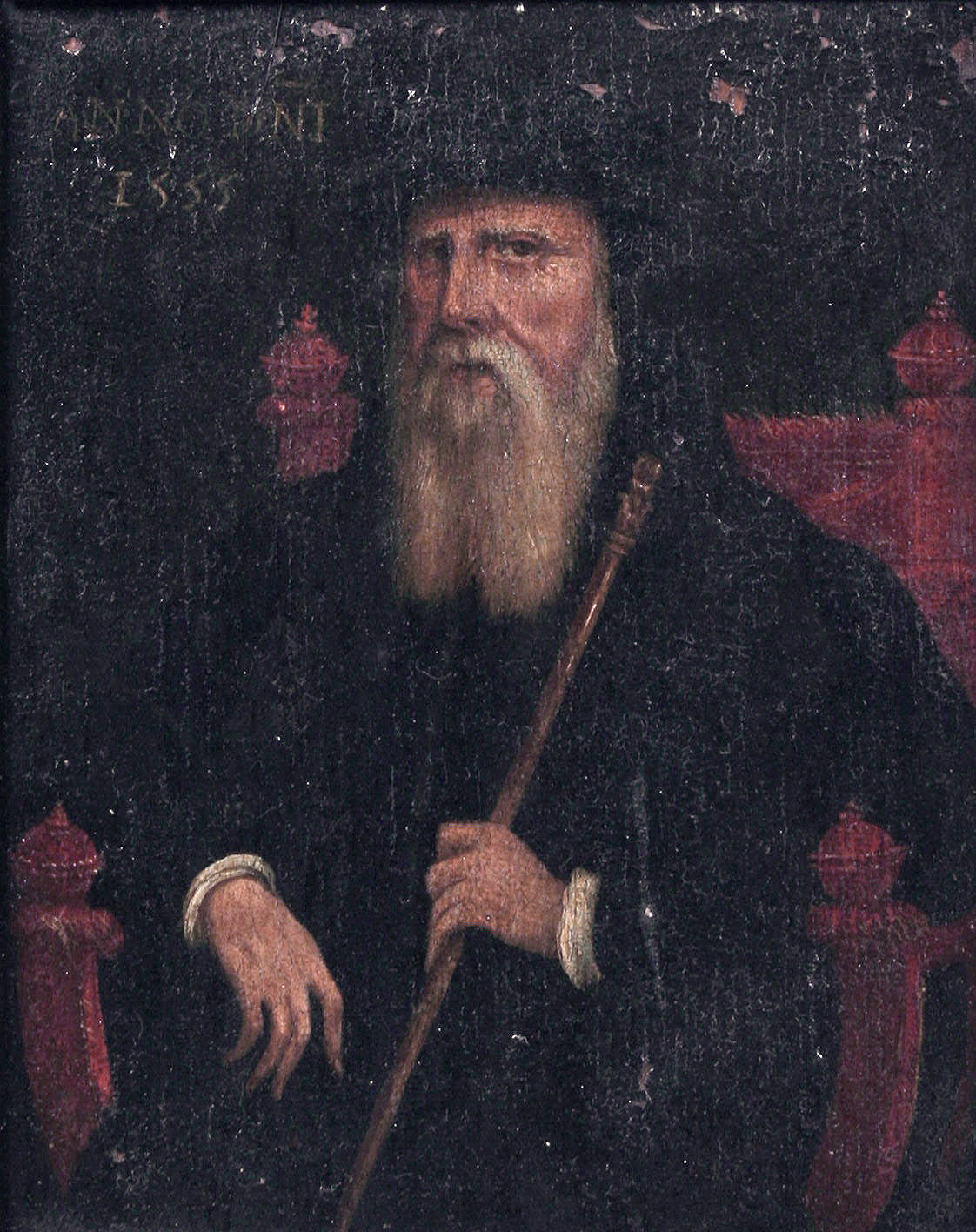
约翰·罗素，第一代贝德福德伯爵, 1555年

第一代贝德福德伯爵约翰·罗素纹章

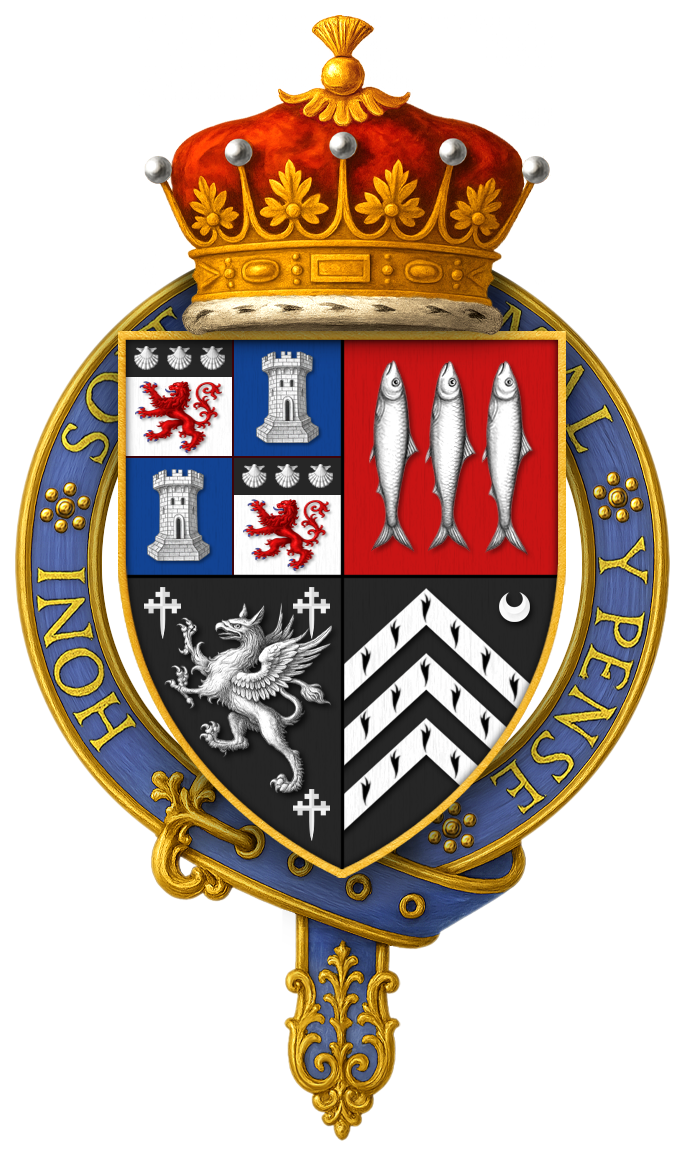
罗素家族徽章

约翰·罗素，第一代贝德福德伯爵（英語：John Russell, 1st Earl of Bedford；约1485年—1554年或1555年3月14日），是英格兰国王亨利八世的宠臣。罗素家族财富和显赫地位的创始人。
1520年随亨利八世参加金缕地会谈。英法战争重开后，他回到军队，1522年在莫尔莱包围战中失去右眼。1523年秘密赴法，谈判亨利与欲背叛法王弗朗索瓦一世的波旁公爵查理之间的条约。1524年前往罗马访问教皇克雷芒七世.1525年2月参加帕维亚战役，约年第回英格兰。1529年进入宗教改革议会，但仍受到亨利八世的重宠信，历任要职。1539年受封为男爵。1545年在英格兰西部指挥军队。1547年1月亨利八世死后，他是其遗嘱的执行人之一。在爱德华六世时代任王室事务总管和掌玺大臣。1549年参与镇压公祷书叛乱。1550年被封为贝德福德伯爵，同年任与法国媾和的专使。他支持玛丽一世，1554年前往西班牙缔结玛丽一世与腓力二世的婚约。

## 脚注
1. ↑  Scott Thomson, 1930, p. 98
2. ↑  . www.middlesex-heraldry.org.uk.   [2022-10-18].